# SV Budberg
Der SV Budberg 1946 e. V. ist ein deutscher Sportverein mit Sitz im namensgebenden Ortsteil Budberg der nordrhein-westfälischen Stadt Rheinberg im Kreis Wesel. Der Verein ist vor allem durch seine Frauen-Fußballmannschaft bekannt, welche von der Saison 2018/19 bis zur Saison 2021/22 (und bereits zuvor in der Saison 2015/16) in der drittklassigen Regionalliga West spielt.

## Geschichte

### Vorgeschichte und Gründung bis in die 1990er Jahre
Vor der Gründung dieses Vereins gab es bereits seit 1908 mit dem Verein Viktoria Eversael und seit 1910 und dem Klub Borussia Budberg zwei Vereine in der örtlichen Umgebung. Im Jahr 1912 schlossen sich beide zum Fußballklub Borussia Budberg zusammen. Aus unbekannten Gründen endete die Existenz dieses Vereins jedoch im Jahr 1922.
Nach dem Ende des Zweiten Weltkriegs kam es vereinzelt zu unorganisierten Fußballspielen. Diese Sportler gründeten am 1. April 1946 den heutigen SV Budberg. Neben Fußball gab es schnell auch Abteilungen für Gymnastik und Leichtathletik. Die Tischtennis-Abteilung ist 1951/1952 Teil des Vereins. Die erste Herren-Mannschaft im Fußball spielte im Jahr 1956 in der 1. Kreisklasse. Ein Jahr später kam die Gründung der Tennis-Abteilung hinzu. Als im Jahr 1960 die Turn-Abteilung hinzu kam, beschloss der Verein den SV als Gesamtverein zu gründen und somit die Abteilungen selbständiger zu machen. 1968 kam Schwimmsport und im Februar 1999 eine Tanzsport-Abteilung hinzu.

### 2000er Jahre bis heute

#### Frauenfußball
Zur Saison 2005/06 nahm erstmals eine Frauen-Mannschaft am Spielbetrieb teil. Gestartet in der Kreisliga Duisburg erreichte die Mannschaft mit 67 Punkten die Meisterschaft und stieg somit in die Landesliga Niederrhein auf. Nach Platzierungen auf den vorderen Plätzen gelang in der Spielzeit 2012/13 mit 60 Punkten die Meisterschaft und der Aufstieg in die Niederrheinliga. Die nächste Meisterschaft gelang in der Spielzeit 2014/15 mit erneut 60 Punkten. Aus der drittklassigen Regionalliga West stieg die Mannschaft in der Saison 2015/16 erstmals in ihrer Geschichte ab. Mit 18 Punkten über den 13. Platz konnte die Klasse nicht gehalten werden. 
In der Saison 2017/18 stiegen die Budbergerinnen mit 65 Punkten als Meister wieder auf. Zur Saison 2020/21 nahm die Mannschaft als Teilnehmer des Niederrhein-Pokalfinals erstmals an der ersten Runde des DFB-Pokals teil, da Borussia Bocholt sich schon über die Liga qualifiziert hatte. In der Saison 2021/22 stiegen die Budbergerinnen als Tabellenvierzehnter mit acht Punkten in die Niederrheinliga ab. In der folgenden Saison 2023/24 stieg die Mannschaft mit 15 Punkten erneut ab und spielt seitdem in der Landesliga. 2025 gelang der Aufstieg in die Niederrheinliga.

#### Herrenfußball
Die erste Herren-Fußballmannschaft spielte in der Saison 2003/04 in der Bezirksliga Niederrhein. Mit 47 Punkten erreichte das Team den siebten Platz. Später gelang mit 72 Punkten die Meisterschaft und damit der Aufstieg in die Landesliga, wo die Budberger mit 32 Punkten Achter wurde. In der Spielzeit 2012/13 stieg die Mannschaft mit fünf Punkten in die Bezirksliga ab. In der Saison 2014/15 stiegen die Budberger mit 29 Punkten über den 14. Platz in die Kreisliga A ab. Mit 78 Punkten als Meister der Spielzeit 2016/17 stieg die Mannschaft wieder auf. Hier spielten die Budberger bis in die Saison 2022/23, in welcher das Team als Meister mit 74 Punkten in die Landesliga aufstieg.

## Persönlichkeiten
- Gurbet Akçay (* 1995), zuvor FCR 2001 Duisburg
- Alice Hellfeier (* 1993), vorher u. a. beim MSV Duisburg
- Scarlett Hellfeier (* 1991), vorher u. a. beim MSV Duisburg
- Kathrin van Kampen (* 1989), vorher SG Essen-Schönebeck
- Jil Strüngmann (* 1992), zuvor SGS Essen